# Kateřina Siniaková
Kateřina Siniaková, född 10 maj 1996, är en tjeckisk tennisspelare.
Tillsammans med Barbora Krejčíková vann Siniaková damdubbeln vid Franska öppna 2018 och Wimbledonmästerskapen 2018. Den 22 oktober 2018 blev Siniaková och Krejčíková nya världsettor i dubbel för damer.